# 呼瑪県
呼瑪県（こま-けん）は中華人民共和国黒竜江省大興安嶺地区に位置する県。県人民政府駐地は呼瑪鎮。

## 地理
呼瑪県は大興安嶺山脈の北麓、黒竜江南岸に位置する。アムール川(黒竜江)につながる右岸支流の一つ呼瑪河が流れている。

## 歴史
1683年（康熙22年）、黒竜江上流フマル河（hūmar bira、呼瑪爾河）河口付近にフマル木城が築城され、黒竜江省軍の管轄とされた。1727年（雍正5年）、黒竜江省軍はフマル城にフマル・カルン（hūmar karun、呼瑪爾卡倫）を設置している。清末の1908年8月5日（光緒34年）、清朝は呼瑪直隷庁の設置を決定、庁治を西爾根卡倫に置くとしたが、辺境地域であったため設置は延期されている。1909年（宣統元年）、フマル河口に呼瑪爾河総卡官を設置し、フマル河（呼瑪爾河）、依西肯、倭西門、安干、察哈彦、望哈達の各カルンを管轄していた。
中華民国が成立すると、1912年（民国元年）7月1日、呼瑪庁設治局がフマル河口（金山口）に設置されている。1914年（民国3年）1月11日には呼瑪庁設治局は呼瑪県に改編、同年7月11日より政務を開始、黒河道に属した。1915年（民国4年）1月、倭西門卡倫に倭西県佐が設置、1929年（民国18年）2月1日に鴎浦設治局として分割されている。
1932年（大同元年）、満州国が成立すると当初は黒竜江省とされたが、1934年（康徳元年）に新設された黒河省に移管されている。
1945年（民国34年）、日本の敗戦と満州国の崩壊により中華民国が施政権を回復したが、激化した国共内戦により中国共産党の解放区とされた呼瑪県は黒竜江省の管轄とされた。1947年（民国36年）3月には鴎浦県及び漠河県が廃止となり呼瑪県に編入、黒河専区の管轄とされた。1970年4月に大興安嶺地区に移管されている。

## 行政区画
下部に2鎮、5郷、1民族郷を管轄：
- 鎮：呼瑪鎮、韓家園鎮
- 郷：三卡郷、金山郷、興華郷、北疆郷、鴎蒲郷
- 民族郷：白銀納オロチョン族郷

## 交通

### 道路
- 国道
  -  G331国道
- 省道
  -  207省道
  -  208省道
  -  209省道
- 県道
  -  192県道
  -  193県道
  -  194県道
  -  195県道
  -  198県道

## 国境検問所
- 呼瑪口岸 - ロシアとの国境検査場

## 健康・医療・衛生
- 黒竜江省呼瑪県人民医院

## 名所・旧跡・観光スポット
- 呼中自然保護区